# Tomotaka Okamoto
Tomotaka Okamoto (jap. 岡本 知剛 Okamoto Tomotaka; ur. 29 czerwca 1990) – japoński piłkarz występujący na pozycji pomocnika. Obecnie występuje w Matsumoto Yamaga FC.

## Kariera klubowa
Od 2008 roku występował w klubach Sanfrecce Hiroszima, Sagan Tosu, Shonan Bellmare i Matsumoto Yamaga FC.